# 윤해동
윤해동(尹海東, 1959년 5월 2일~)은 대한민국의 역사가이다.
역사문제연구소 사무국장 등을 역임했으며, 일제강점기 시절에 관한 여러 저서를 집필했다.

## 저서
- 《우리역사를 의심한다》(2002, 공저)
- 《인텔리겐차 - '지금.여기' 우리 지식인의 새로운 길찾기》(2002, 공저)
- 《식민지의 회색지대》(2003)
- 《우리 안의 이분법》(2004, 공저)
- 《국사의 신화를 넘어서》(2004, 공저)
- 《근대의 경계에서 독재를 읽다》(2006, 공저)
- 《한국 근대성 연구의 길을 묻다》(2006, 공저)
- 《지배와 자치》(2006)
- 《근대를 다시 읽는다》(2006, 공저)
- 《식민지 근대의 패러독스》(2008)
- 《역사학의 세기》(2009, 공저
- 《국민을 그만두는 방법》(2009, 역서)
- 《식민지 공공성 실체와 은유의 거리》(2010, 주편)
- 《근대역사학의 황혼》(2010)
- 《조선 농촌의 식민지 근대 경험》(2011, 역서)
- 《종교와 식민지 근대》(2013, 주편)
- 《탈식민주의 상상의 역사학으로》(2014)
- 《식민주의 역사학과 제국》(2016, 공저)
- 《대한민국을 만든 국제회의》(2016)
- 《트랜스내셔널 역사학 탐구》(2017, 주편
- 《트랜스내셔널 노동이주와 한국》(2017, 공저)
- 《트랜스내셔널 지구공동체를 향하여》(2018, 공저)
- 《동아시아사로 가는 길》(2018)
- 《경성제국대학과 동양학 연구》(2018, 공저)
- 《식민국가와 대칭국가》(2022)
- 《식민지의 사립전문학교, 한국대학의 또 하나의 기원》(2023, 공저)